# Cryptassiminea
Cryptassiminea is een geslacht van weekdieren uit de klasse van de Gastropoda (slakken).

## Soorten
- Cryptassiminea adelaidensis Fukuda & Ponder, 2005
- Cryptassiminea buccinoides (Quoy & Gaimard, 1834)
- Cryptassiminea glenelgensis Fukuda & Ponder, 2005
- Cryptassiminea insolata Fukuda & Ponder, 2005
- Cryptassiminea kershawi Fukuda & Ponder, 2005
- Cryptassiminea surryensis Fukuda & Ponder, 2005
- Cryptassiminea tasmanica Tenison-Woods, 1876